# 基督教正生書院
基督教正生書院（英語：Christian Zheng Sheng College）為香港一所由基督教正生會創立之私立中學，學校現址在大嶼山芝麻灣半島的下徑（又稱霞澗或蝦澗）。正生書院是一所供邊緣少年和曾干犯與毒品有關問題的學生入讀的寄宿中學，亦為東南亞首家帶有戒毒功能的註冊中學，為香港的濫藥青少年提供正規教育，並收納了來自印尼、尼泊爾等亞洲地區的戒毒學員。
正生書院由現任校長陳兆焯於1998年創辦，校監為崔康常。除了正生書院外，亦有一些年輕吸毒者會被法庭判處到由香港懲教署管理的喜靈洲戒毒所。2009年，正生書院約有110名學生，以吸毒者及情緒、行為上出偏差、失控（如打架、吸煙、濫藥、有黑幫背景）的青年為主，多為香港法庭判處進入，學生在入學時都已經沒有毒癮。

## 歷史
1995年，創辦於1985年之正生會（香港注冊社團：基督教正生會有限公司）在香港禁毒高峰會提出香港需要設立一個專給年輕人戒毒的學校，但當時政府沒有接納正生會的意見。正生會主要提供自願者住院輔導，住院者大多數為未成年且受毒癮困擾之人士，期望脫離癮癖，學習重新融入主流社會。
1998年，正生會決定在香港創立正生書院，為年輕的戒毒者以及出現行為偏差的年輕人例如援交、偷竊等提供讀書機會。
2009年，香港特別行政區政府建議在梅窩學校舊址籌建正生書院新校舍，以取代其殘破不碪的芝麻灣下徑舊校。梅窩居民以影響風氣及政府咨詢不足為由極力反對。事件引起香港傳媒關注，引發香港社會廣泛討論。
2015年，正生書院計劃興建新校舍，早前定下的籌款1,500萬目標已完成，現籌得1,870多萬元，再配合禁毒基金的5,000萬元足夠建設兩層高的校舍，用作課室及活動室等。校方已完成地質勘探，正等待施工批准，建築期需時18個月。

2024年6月，正生書院宣布，由於辦學團體正生會於同年1月捲入捐款詐騙案，警方凍結了該書院的銀行帳戶，導致無法繼續支付員工薪水，該書院亦於同年7月7日停止運作。

## 學校類別
正生並不分級為中一至中五，亦非使用傳統中學授課方式，有報導指其為特殊學校。雖然正生比一般學校模式特殊，但這說法不是受教育局規範的。香港現時有60所資助特殊學校，根據教育局的網頁，正生不屬於資助特殊學校而是一所私立中學。但該校校長曾把該校與特殊學校互相比較收費問題。正生書院的師生比例是1比10，即是1個教師，教導10名學生。

## 教育模式
年輕人由於容易受他人影響，出現偏差行為，故每位入讀正生書院的學生必須留校最少兩年。學校會因應學生的能力和程度，編配到相關級別學習。學生在校第一年是反省冷靜期，而第二年著重性格重組，建立正確的人生價值觀。因此，正生書院的升留級制度與一般學校不同。正生書院的升留級制度是根據學生的成績和行為，即使學生成績達標，如果行為出現問題都不能升班，使學生要改善自己的行為性格。
除了授課外，正生書院的學生還要在課堂以外的時間根據既定的時間表工作例如煮飯、清理化糞等工作。而學生須嚴格遵守作息時間表、規則以及職員的指示。如學生需要離開學習、工作或作息的崗位例如去洗手間須得老師、舍監的同意。如果違反上述規定，學生將會受到懲罰例如靜坐反思自己的過錯等。

## 課程
- 預備班（中一）
- 基礎班（中二、中三）：中文、英文、數學、聖經、體育（目標為本課程）
- 新高中學制（中四至中六）：木工、電腦、鋼琴維修、養魚、手工藝、園藝、通識科、維修等
- 興趣班︰鋼琴、結他、理髮、烹飪、合唱、籃球、游泳等。

## 爭議事件

### 遷至梅窩申請

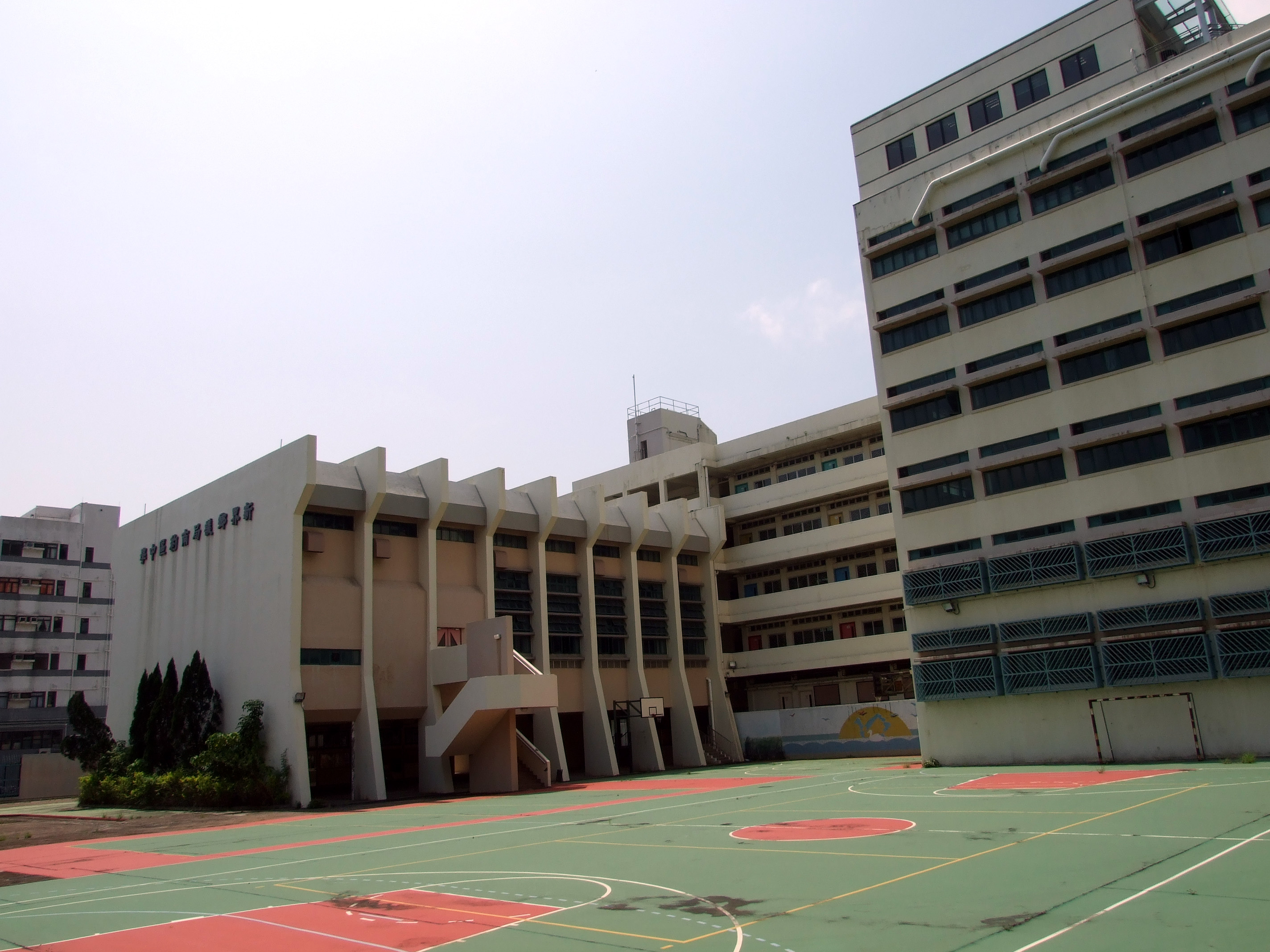
正生書院原希望遷入的前新界鄉議局南約區中學空置校舍

2009年，正生書院芝麻灣校址過於擠迫，因而申請遷至梅窩原為新界鄉議局南約區中學的空置校舍，但遭到部份當地居民反對，並遊行抗議遷入。2009年6月21日，香港電台城市論壇於正生書院舉行，並邀請相關官員及地方人士，討論正生書院遷校問題及共同商討各種可能的多贏方案。專欄作家梁啟智指有人提出「為何不把正生搬到特首辦」作為諷刺。陳兆焯校長後來表示曾經視察鄉議局給予的6個選址分別為荃灣、元朗、西貢、上水和屯門的廢置校舍都無一合適，表示對梅窩居民仍有信心及認為梅窩是最佳選擇。部份梅窩居民認為他沒有理會昔日部份當地居民的反對聲音。2009年9月，梁立人曾經在文匯報撰文批評基督教正生書院借善謀財，並呼籲行善的人，必須先對欲資助的機構作充分了解，否則花了錢還會被人當成傻瓜。

### 公帑使用
正生書院設備簡陋，膳食亦不佳，但學費高達港幣每月一萬多，因此學生多付不出高價學費，並由正生書院每年透過社會福利署的綜合社會保障援助計劃收取公帑作為學費（公帑是由納稅人支付），某些富有的家庭也可申請綜合社會保障援助計劃，校監林希聖稱只要學生家長「聲明」不會為子女作經濟支援，學生名下亦無財產，便可成功領取綜援代為繳交學費。

### 廉署帳目調查
2009年8月21日，香港廉政公署介入，由正生會行政總裁兼正生書院校監林希聖，及校長陳兆焯住所、學校和辦事處等地點，檢走大批文件，無人被捕。在2010年3月22日，廉署經過調查後，無發現機構或個人貪污或舞弊疑點，正式決定終止調查，並就調查引起的社會疑慮表示歉意。
辦學之初，正生書院收入全數落入辦學團體正生會，後來經2009年廉政公署調查之後，於2009年決定把賬目分開處理。

## 參看
- 正生會
- 石鼓洲
- 福音戒毒

## 外部連結
22°13′35″N 114°00′43″E / 22.2264°N 114.0119°E
- 官方網址 （页面存档备份，存于）
- YouTube《議事論事：正生書院遷校風波》網上重溫 （页面存档备份，存于）